# Turniej o Łańcuch Herbowy Miasta Ostrowa Wielkopolskiego 1990
Turniej o Łańcuch Herbowy Miasta Ostrowa Wielkopolskiego 1990 – turniej żużlowy, rozegrany po raz 38. w Ostrowie Wielkopolskim, w którym zwyciężył Polak Tomasz Gollob.

## Wyniki
- Ostrów Wielkopolski, 28 października 1990
- Sędzia: Marek Czernecki

| Msc. | Zawodnik              | Państwo      | Pkt  |             |  |
| ---- | --------------------- | ------------ | ---- | ----------- |  |
| 1    | Tomasz Gollob         | Bydgoszcz    | 13+3 | (3,3,1,3,3) |  |
| 2    | Andrzej Huszcza       | Zielona Góra | 13+2 |             |  |
| 3    | Ryszard Dołomisiewicz | Bydgoszcz    | 11+3 |             |  |
| 4    | Piotr Pawlicki        | Leszno       | 11+2 |             |  |
| 5    | Roman Jankowski       | Leszno       | 11+1 |             |  |
| 6    | Jarosław Szymkowiak   | Zielona Góra | 10   |             |  |
| 7    | Zenon Kasprzak        | Leszno       | 10   |             |  |
| 8    | Eugeniusz Skupień     | Rybnik       | 8    |             |  |
| 9    | Wojciech Załuski      | Opole        | 8    |             |  |
| 10   | Jacek Gomólski        | Gniezno      | 7    |             |  |
| 11   | Piotr Kociemba        | Ostrów Wlkp. | 6    |             |  |
| 12   | Andrzej Musiolik      | Rybnik       | 4    |             |  |
| 13   | Tomasz Fajfer         | Gniezno      | 4    |             |  |
| 14   | Marek Garsztka        | Ostrów Wlkp. | 2    |             |  |
| 15   | Ryszard Małecki       | Ostrów Wlkp. | 1    |             |  |
| 16   | Franciszek Jaziewicz  | Ostrów Wlkp. | 1    |             |  |